# Неми (Мачерата)
Неми (итал. Nemi) насеље је у Италији у округу Мачерата, региону Марке.
Према процени из 2011. у насељу је живело 88 становника. Насеље се налази на надморској висини од 631 м.